# Chladná voda
Chladná voda (ve francouzském originále L'Eau froide) je francouzské filmové drama z roku 1994. Natočil je režisér Olivier Assayas podle vlastního scénáře. Jeho světová premiéra proběhla v sekci Un certain regard na 47. ročníku Filmového festivalu v Cannes. Snímek je do značné míry autobiografický. Pojednává o problémových teenagerech na počátku sedmdesátých let. Hlavní role ve filmu ztvárnili Virginie Ledoyen (Christine) a Cyprien Fouquet (Gilles), dále v něm hráli například Jean-Pierre Darroussin, Jackie Berroyer a Jean-Christophe Bouvet. Roku 2018 bylo oznámeno, že film bude ve zrestaurované podobě (v rozlišení 4K) uveden do amerických kin.